# Östarameiska språk
Östarameiska språk består av flera olika östliga arameiska språk eller dialekter som huvudsakligen har utvecklats i Mesopotamien, till skillnad från västarameiska språk som har utvecklats i Levanten. De flesta talare av östarameiska språk är assyrier/syrianer, men det finns även judiska och mandéiska talare av östarameiska språk. Termen innefattar dels klassiska östarameiska språk såsom syriska och mandeiska, samt östliga nyarameiska språk såsom de assyriska/syrianska språken surayt/turoyo och suret, judiska språk som lishana deni, lishan didan, lishanid noshan och hulaulá, samt det mandeiska språket nymandeiska.